# Top Volley 2011-2012
Questa voce raccoglie le informazioni riguardanti la Top Volley nelle competizioni ufficiali della stagione 2011-2012.

## Organigramma societario
Area direttiva
- Presidente: Gianrio Falivene
- Vicepresidente: Paolo Andreoli
- Amministratore unico: Bruno Monteferri
- Direttore generale: Roberto Rondoni
- Segreteria generale: Carlo Buzzanca
- Segreteria amministrativa: Maria Cipollari
- Team manager: Bartolomeo Cappa
- Direttore sportivo: Candido Grande
- Dirigente: Michael Di Capua
- Logistica: Michael Di Capua
- Addetto al campo: Giovanni Falchi, Alberto Sordi

Area tecnica
- Allenatore: Silvano Prandi
- Allenatore in seconda: Dario Simoni
- Assistente allenatore: Luca Schivo
- Scout man: Danilo Contrario
- Responsabile settore giovanile: Maurizio Picariello

Area comunicazione
- Ufficio stampa: Alessandro Antonelli
- Webmaster: Francesco Guratti
- Fotografo: Angelo Palombo

Area marketing
- Ufficio marketing: Walter Cassandra, Anna Lungo, Fabrizio Porcari, Andrea Zago
- Biglietteria: Patrizia Cacciapuoti

Area sanitaria
- Medico: Amedeo Verri
- Staff medico: Massimiliano D'Erme
- Preparatore atletico: Alberto Di Muro
- Fisioterapista: Vincenzo Annarumma
- Ortopedico: Gianluca Martini
- Osteopata: Giacinta Milita
- Podologo: Alessandro Russo
- Radiologo: Francesco Sciuto

## Rosa
| N° | Nome                    | Ruolo | Data di nascita  | Nazionalità sportiva |
| -- | ----------------------- | ----- | ---------------- | -------------------- |
| 1  | José Rivera             | S     | 2 luglio 1977    | Porto Rico           |
| 2  | Sōtīrīs Pantaleōn       | C     | 21 giugno 1980   | Grecia               |
| 3  | Gérald Hardy-Dessources | C     | 9 febbraio 1983  | Francia              |
| 4  | Carmelo Gitto           | C     | 3 luglio 1987    | Italia               |
| 5  | Daniele Sottile         | P     | 17 agosto 1979   | Italia               |
| 7  | Jakub Jarosz            | O     | 10 febbraio 1987 | Polonia              |
| 8  | Daniele De Pandis       | L     | 30 giugno 1984   | Italia               |
| 9  | Michel Guemart          | P     | 18 marzo 1983    | Italia               |
| 10 | Daniele Tailli          | L     | 24 luglio 1993   | Italia               |
| 11 | Murphy Troy             | O     | 31 maggio 1989   | Stati Uniti          |
| 12 | Jordan Gălăbinov        | S     | 1º luglio 1990   | Italia               |
| 13 | Alain Roca              | S     | 7 settembre 1976 | Cuba                 |
| 14 | Andrij Djačkov          | O     | 28 aprile 1985   | Ucraina              |
| 15 | Enrico Cester           | C     | 16 marzo 1988    | Italia               |
| 16 | Andreas Fragkos         | S     | 21 dicembre 1989 | Grecia               |